# Sekret Saszy
Sekret Saszy (niem. Sasha) – niemiecki komediodramat z 2010 roku w reżyserii Dennisa Todorovica. Zdjęcia kręcono w Kolonii.

## Obsada
- Sascha Kekez jako Sasa Petrovic
- Predrag Bjelac jako Vlado Petrovic
- Ljubisa Gruicic jako Pero
- Rolf Berg jako Sammy
- Christian Lessiak jako Strażnik graniczny Bürger